# HD 92770
HD 92770，又名BD-13 3197，SAO 156170、HR 4190，是一颗恒星，视星等为6.24，位于銀經261.64，銀緯38.35，其B1900.0坐标为赤經10h 37m 35.2s，赤緯-13° 38.35′ 5″。